# کیتامی ۳۷۸۵
سیارک ۳۷۸۵ (به انگلیسی: 3785 Kitami، نامگذاری:1986WM) سه هزار و هفتصد و هشتاد و پنجمین سیارک کشف شده‌است که در ۳۰ نوامبر ۱۹۸۶ کشف شد.
قدر مطلق سیارک برابر ۱۲٫۰۰ است.